# Ascidia curvata
Ascidia curvata är en sjöpungsart som först beskrevs av Traustedt 1882.  Ascidia curvata ingår i släktet Ascidia och familjen Ascidiidae. Inga underarter finns listade i Catalogue of Life.